# Miti narodov sveta
Miti narodov sveta. Enciklopedija (rusko: Мифы народов мира. Энциклопедия, Mifi narodov mira. Enciklopedija) je temeljna znanstvena enciklopedija v 2. zvezkih. 
Prvič je bila izdana enciklopedija v osemdesetih letih dvajsetega stoletja pri založbi »Sovjetskaja enciklopedija«, ki je delo tudi večkrat izdala . 1990. leta je bila vrsta njenih piscev nagrajenih z državno nagrado SSSR. 
V enciklopediji so predstavljeni miti različnih narodov sveta. Članki predstavljajo bralcu podrobno informacijo o bogovih, duhovih, polbogovi in demonskih bitjih, epskih herojih pa tudi o osnovnih mitoloških motivih in podobah. V vrsti člankov se predstavljajo teorije pri raziskovanju mitologije in vloga mitologije v zgodovini kulture, opisuje odsev mitoloških podob in vsebin v literaturi in umetnosti. 
Glavni urednik je bil Sergej Aleksandrovič Tokarjev.
Člani uredniškega odbora so bili še: 
- Е. М. Меletinski
- I. S. Braginski
- I. М. Djakonov
- V. V. Ivanov
- R. V. Kinžalov
- А. F. Losev
- V. M. Makarjevič
- D. A. Olderogge
- B. L. Riftin
- Е. М. Štajerman